# Sovietske
Sovietske (en ukrainien : Совєтське), Sovietskoïe (en russe : Советское) ou Dolossı (en tatar de Crimée) est une commune urbaine située au sud de la république autonome de Crimée, en Ukraine, occupée par la Russie depuis 2014. Sa population s'élevait à 575 habitants en 2013.

## Géographie
Sovietske est située sur le versant méridional des monts de Crimée, à 5 km au nord-est du centre de Yalta et à 47 km au sud de Simferopol — 78 km par la route. Elle est bordée au sud par la commune urbaine de Massandra.

## Administration
Sovietske fait partie de la municipalité de Yalta.

## Histoire
Sovietske a commencé son développement après la construction du sanatorium « Dolossi » en 1928. Elle est en partie située dans une forêt de pins de Crimée, qui constitue une réserve naturelle.
Sovietske a le statut de commune urbaine depuis 1971.

## Population
Recensements (*) ou estimations de la population :
| 1979* | 1989* | 2001* | 2009 |
| ----- | ----- | ----- | ---- |
| 776   | 726   | 511   | 564  |

| 2010 | 2011 | 2012 | 2013 |
| ---- | ---- | ---- | ---- |
| 574  | 579  | 577  | 575  |